# Ърнест Кинг
Ърнест Джоузеф Кинг (на английски: Ernest Joseph King) е американски адмирал, главнокомандващ на военноморския флот на САЩ и началник на американските военноморските операции през по-голямата част от Втората световна война. Той организира и води успешната американска военна кампания срещу Японската империя в Тихоокеанския театър на военните действия.

## Биография
Кинг е роден на 23 ноември 1878 г. в Лорейн, Охайо. Завършва Военноморската академия в Анаполис, Мериленд, през 1901 г. и е включен в състава на военноморските сили през 1903 г. Служи на борда на крайцера „Сан Франциско“ по време на Испано-американската война. По време на Мексиканската революция служи на разрушителя „Тери“ при окупацията на Веракрус, Мексико, през 1914 г.
През Първата световна война посещава често Кралските ВМС, понякога плавайки на борда на британски кораби като наблюдател. Смята се, че по това време той развива англофобия, макар точните причини за това да не са ясни. Приключва войната с чин капитан.
От 1923 до 1925 г. служи на няколко позиции, свързани с подводници. През 1930 г. е назначен за командир на „Лексингтън“ – един от най-големите самолетоносачи по това време. Остава на тази позиция през следващите две години. През 1932 г. се записва във Военноморския военен колеж, където в дипломната си работа излага, че представителната демокрация е най-голямата слабост на САЩ.
През 1933 г. Кинг е повишен на контраадмирал, а през 1938 – вицеадмирал. Той се надява да бъде назначен за началник на военноморските операции, но на 15 юни 1939 г. е прехвърлен в Генералния борд, където висшите офицери обикновено прекарват времето си, преди да се пенсионират. Поредица от невероятни събития, обаче, променя ситуацията му. Кариерата му е внезапно съживена от приятеля му адмирал Харолд Рейнсфорд Старк, който смята, че талантът на Кинг се пропилява в Генералния борд. Така, през януари 1941 г. Кинг е назначен за началник на Атлантическия флот.
Няколко дни след японското нападение над Пърл Харбър (7 декември 1941 г.), Кинг наследява адмирал Хъзбанд Кимел като главнокомандващ на американския военноморски флот, вече с ранга на адмирал. През март 1942 г. поема поста на началник на военноморските операции, превръщайки се в най-важната фигура във военноморските сили. Той е член и на Обединения комитет на началниците на щабове, присъствайки на повечето международни военни конференции от високо равнище.
Кинг води войната срещу Япония с голяма енергия и представлява противовес спрямо другите съюзническите лидери, които поставят победата над Нацистка Германия като пръв приоритет. Глобалната стратегия на Кинг е отговорна за унищожаването на японските военноморски сили и търговски флот по време на войната. Той избира адмирал Честър Нимиц за командир на Тихоокеанския флот. Кинг задейства система, предвиждаща отдалечените военни кораби да се запасяват и поправят в открито море чрез специални кораби, така че да могат да плават в продължение на месеци. Към 1945 г. американските военноморски сили са нараснали до 92 000 плавателни съда и 4 милиона души под ръководството на Кинг.
През 1944 г. Кинг е повишен на адмирал на флота. През декември той отстъпва поста на началник на военноморските операции на Нимиц.
След войната, Кинг заживява във Вашингтон, където служи като президент на Военноморската историческа фондация в периода 1946 – 1949 г. Пише няколко исторически книги и автобиография. През 1947 г. е инвалидизиран от инсулт. Умира на 25 юни 1956 г. от инфаркт в Китъри, Мейн. Погребан е във военноморското гробище в Анаполис.
Ернест Кинг прекарва 55 години в активна военна служба към военноморските сили на САЩ. Като военноморски офицер, той е високо интелигентен и изключително талантлив, но същевременно е противоречива личност и труден за работа. Прямостта му и избухливостта му му спечелват много врагове, поради което той оставя смесени чувства след себе си. Генерал Дуайт Айзенхауър го описва като „произволен, упорит тип, с не много мозък и склонен към тормоз над подчинените си“.